# Mount Vernon

Esta página é sobre a residência de George Washington. Para outros usos, ver Mount Vernon (desambiguação).
Mount Vernon é um palácio dos E.U.A. localizado nas proximidades de Alexandria, na Virginia. Era o edifício sede da plantação do primeiro Presidente dos Estados Unidos, George Washington. O edifício foi construído em madeira, ao estilo neoclássico da arquitetura georgiana, encontrando-se a propriedade situada nas margens do Rio Potomac.
Mount Vernon foi designado como um National Historic Landmark (Marco Histórico Nacional) em 1960, fazendo parte da lista do National Register of Historic Places (Registo Nacional de Lugares Históricos). É detido e conservado sob a custódia da "Mount Vernon Ladies' Association" (Associação das Damas de Mount Vernon).

## História

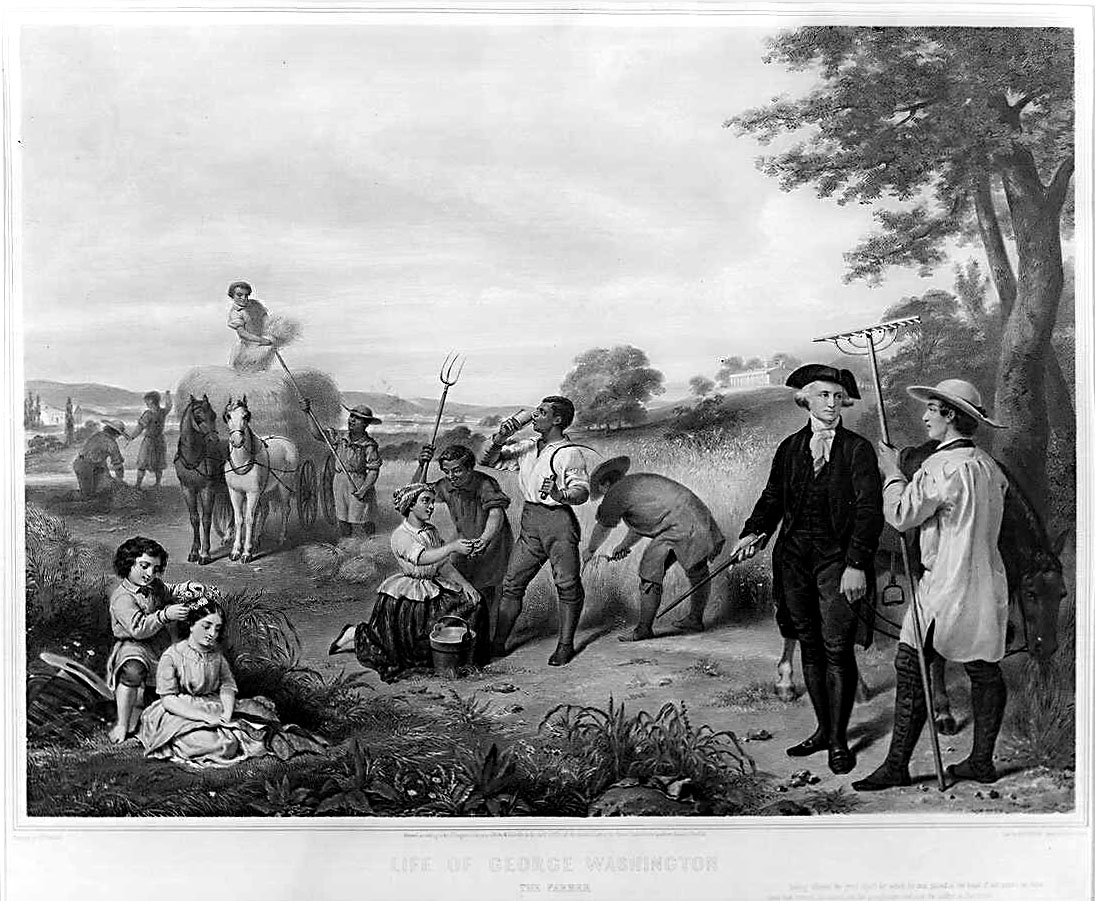
Washington entre os trabalhadores rurais na ceifa dos cereiais; Mount Vernon ergue-se ao fundo.

A história inicial da propriedade em Little Hunting Creek é separada da história do edifício, o qual só seria erguido entre 1741 e 1742, sendo ocupado pela primeira vez em 1743. Em 1674, John Washington e Nicholas Spencer tomaram posse das terras onde a plantação Mount Vernon seria entalhada. Quando John Washington faleceu, em 1677, o seu filho Lawrence (1659-1698), avô de George Washington, herdou a participação do seu pai na propriedade. Em 1690, Lawrence concordou em dividir formalmente a propriedade, estimada em 5 mil acres (20 km²), com os herdeiros de Nicholas Spencer. Os Spencer ficaram com a metade sul, nas margens do Dogue Creek, deixando aos Washington a porção que se estendia ao longo de Little Hunting Creek.
Quando Lawrence Washington faleceu, a propriedade foi deixada à sua filha, Mildred. Em 1726, com a insistência do seu irmão Augustine Washington (pai de George Washington), Mildred vendeu-lhe a propriedade do Rio Potomac. Em 1735, Augustine Washington mudou a sua jovem segunda família para a propriedade, fixando-a num "quarteirão" situado junto a Little Hunting Creek. Em 1738, Augustine chamou o seu filho mais velho, Lawrence (1718-1752), meio irmão de George, de volta a casa, vindo da The Appleby School, em Inglaterra, onde estudava. Augustine instalou-o, então, na plantação de tabaco da família, em Little Hunting Creek, tendo, por esse motivo, concordado em mudar a sua família de volta para Fredericksburg no final de 1739.

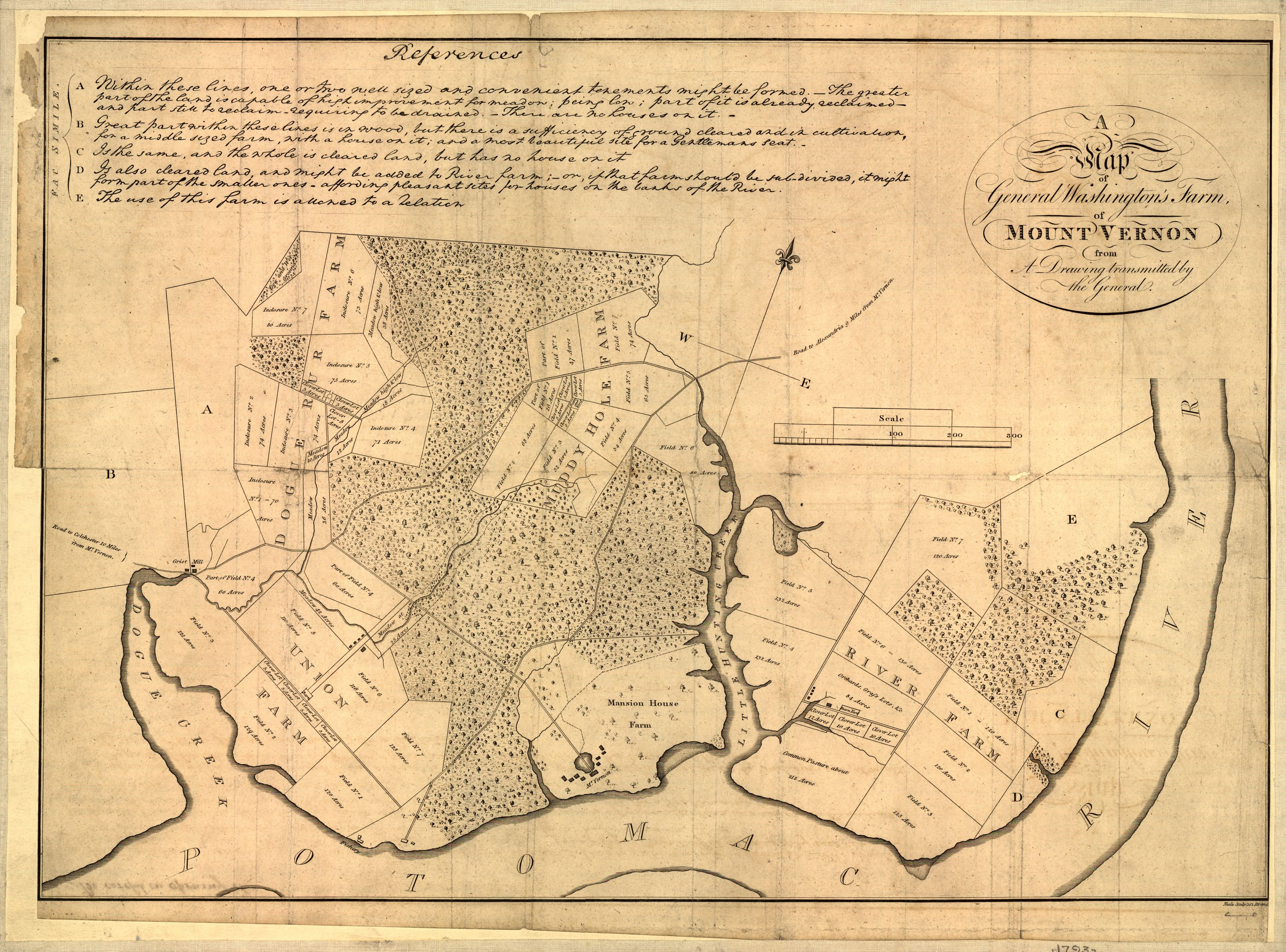
Mapa da propriedade desenhado por George Washington.

Em 1739, Lawrence, tendo atingido a sua maioridade (21 anos de idade), deu início à compra de parcelas de terreno da adjacente propriedade dos Spencer, começando pelas terras em volta de Grist Mill em Dogue Creek. No Verão de 1740, Lawrence recebeu uma cobiçada comissão de oficial no Exército Regular Britânico, tendo feito preparações para ir para a guerra nas Caraíbas com o recém-formado Regimento Americano. Parte dessa preparação incluía a certificação de que o seu pai teria controlo legal sobre as parcelas compradas aos Spencer. Enquanto esteve na guerra (a Guerra da Orelha de Jenkins, 1739-1743), Lawrence escreveu uma carta ao seu pai a partir da Jamaica, em Maio de 1741, na qual dizia que se sobrevivesse à guerra tencionava instalar-se na cidade de Fredericksburg, construindo uma casa de cidade num dos três lotes que possuía ali.

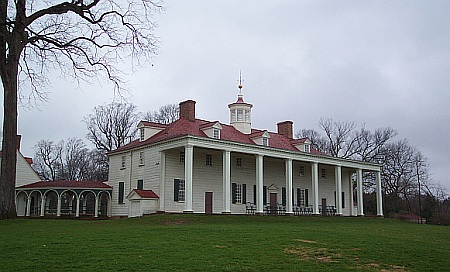
Fachada traseira de Mount Vernon.

Nessa mesma época, a família Spencer encontrava-se numa disputa legal sobre a terra adicional vendida aos vizinhos de Lawrence. Para adjudicar a linha fronteiriça em disputa, uma corte geral enviada pelo Condado de Prince William ordenou uma nova perícia de toda a área de 5.000 acres concedida aos Washington-Spencer. O mapa sobrevivente deste levantamento de 1741, uma planta feita pelo Perito do condado Robert Brooke, revelou que a propriedade havia sido grosseiramente medido em Abril de 1669, contendo apenas cerca de 4,2 mil acres (17 km²), em vez dos 5 mil convencionados na concessão de terras de 1674. Esta medição grosseira pode ser atribuída aos factos de a propriedade ser marginada por água em três dos lados, e de nem o rio nem os dois ribeiros terem um curso recto. Em conformidade com a concessão de terras de Culpeper, o inspector original de 1669 foi acusado pelo erro de estimativa. Mais importante ainda, o levantamento sobrevivente, executado em Maio de 1741 por Brooke, revela que o local onde se ergue actualmente o palácio estava, então, vago, com os Washington descritos como tendo o seu "quarteirão" ao longo de Little Hunting Creek, tal como se pode ver num levantamento semelhante, feito em larga-escala ao Rio Potomac em 1738.

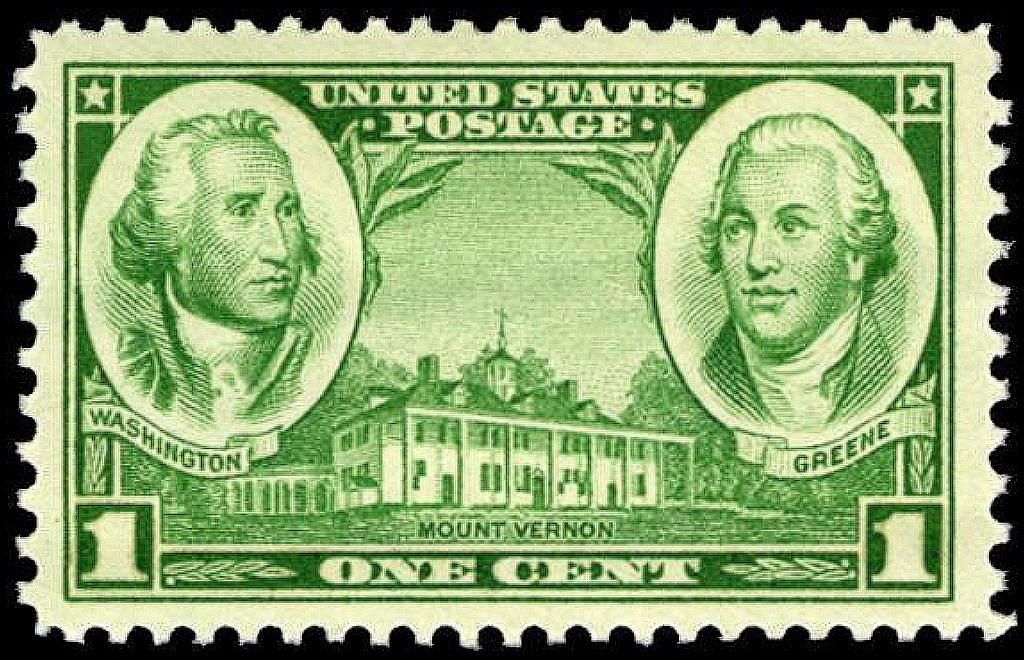
Mount Vernon representado num selo postal norte-americano de 1936.

Ao tomar conhecimento da intenção de Lawrence viver em Fredericksburg, Augustine Washington parece ter tomado providências para erguer uma modesta casa de lavoura numa zona livre das margens escarpadas do Rio Potomac, onde se ergue o actual edifício, entre 1741 e 1742. Estima-se que Lawrence terá recebido notícias dos planos do seu pai no final de 1741, enquanto ainda estava na Jamaica, e presumivelmente terá escrito de volta, dando-lhe instruções para chamar a nova residência de "Mount Vernon", em honra do seu oficial comandante, o Vice-Almirante Edward Vernon, visto então em Inglaterra como o maior herói militar da época. No início de Agosto de 1742, o lugar chamado de "Mount Vernon" aparece pela primeira vez numa carta sobrevivente, escrita pelo vizinho de Lawrence no Rio Potomac, William Fairfax, de Belvoir. Lawrence Washington regressou da guerra no final de 1742, enterrou o seu pai em Abril de 1743, casou com uma jovem da família Fairfax e instalou residência no seu "Mount Vernon" em Julho desse mesmo ano. No final da década de 1740 empreendeu uma ampliação do edifício que Augustine havia construído para si.

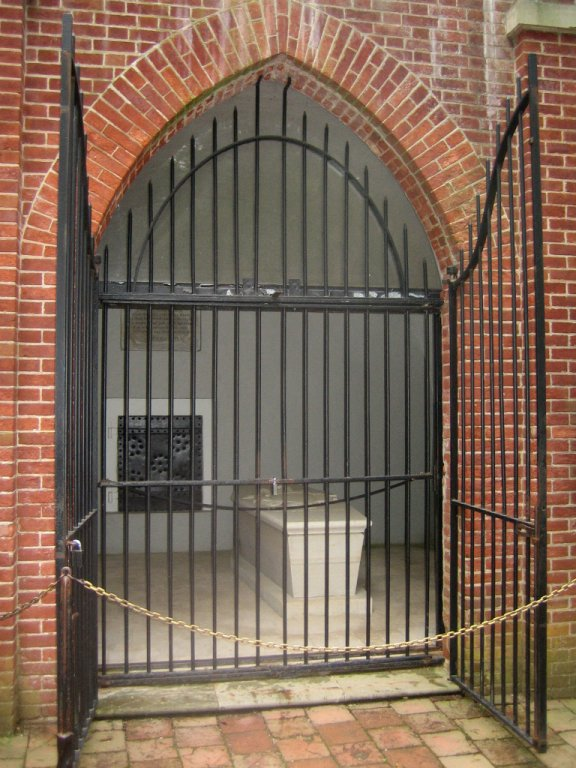
Túmulo de George e Martha Washington em Mount Vernon.

Quando Lawrence faleceu prematuramente em Julho de 1752, George Washington ainda vivia em Mount Vernon e provavelmente dirigia a plantação. A viúva de Lawrence, Anne Fairfax, voltou a casar prontamente com um membro da família Lee, tendo-se mudado. Quando o único filho sobrevivente de Anne e Lawrence faleceu em 1754, George, como executor da propriedade do seu irmão, tratou de arrendar "Mount Vernon" nesse Dezembro. Em 1757, George iniciou a primeira das duas principais campanhas de ampliação e melhoramento do edifício. A segunda expansão começou pouco antes da irrupção da Guerra Revolucionária. Nessas ocasiões, George reconstruiu todo o edifício principal sobre as fundações originais, dobrando o seu tamanho de cada vez. A grande maioria do trabalho foi executado por escravos e artesãos. É importante notar que embora George tenha reconstruiu duas vezes o palácio, nunca lhe mudou o seu patriótico nome britânico.

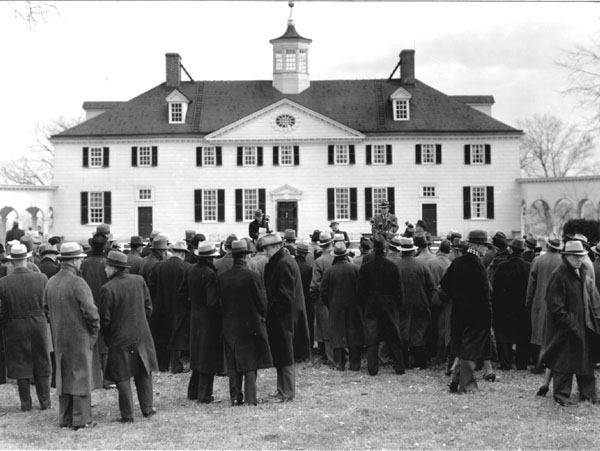
Henry A. Wallace visita Mount Vernon em 1937, enquanto 11º Secretário da Agricultura dos E.U.A.

Quando Anne Fairfax Washington Lee faleceu, em 1761, George herdou legalmente a propriedade de Mount Vernon. A partir de 1759 e até à Guerra Revoluvionária, Washington, que nessa época aspirava a tornar-se num proeminente agricultor, operava a propriedade como cinco quintas separadas. Washington adoptou uma abordagem científica para a lavoura, mantendo extensos e meticulosos records de trabalho e resultados. Uma das suas iniciativas de maior sucesso foi o estabelecimento de uma destilaria, tornando-se num dos maiores, se não mesmo o maior, destiladores de whiskey da nação .
Depois de cumprir o seu serviço na guerra, Washington regressou a Mount Vernon e, entre 1785 e 1786, despendeu um grande esforço na melhoria do paisagismo da propriedade. Estima-se que durante os seus dois mandatos como Presidente dos Estados Unidos (1789-1797) Washington passou 434 dias a residir em Mount Vernon. Depois da sua presidência, Washington dedicou-se à reparação dos edifícios, socialização e à jardinagem. Os restos mortais de George e Martha Washington, assim como outros membros da família, encontram-se sepultados nos terrenos de Mount Vernon.

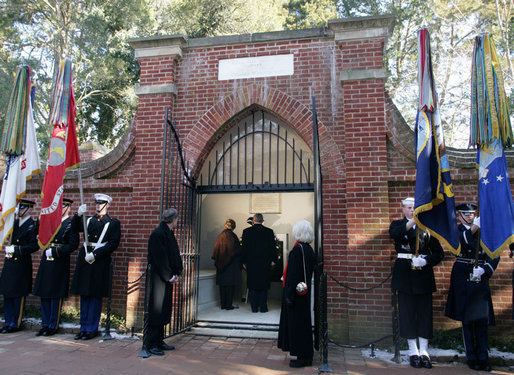
Túmulo de George e Martha Washington em Mount Vernon.

Depois do falecimento de Washington, em 1799, a posse da plantação passou através de uma série de sucessores a quem faltou o desejo ou os meios para manter a propriedade. Depois de tentar, sem sucesso, restaurar o domínio durante cinco anos, John Augustine Washington pô-la à venda em 1848. Os governos da Virgínia e dos E.U.A. declinaram a compra do palácio e da propriedade.
Em 1860, a "Mount Vernon Ladies' Association of the Union", sob a liderança de Ann Pamela Cunningham, adquiriram o palácio e uma parcela de terreno por 200 mil dólares, resgatando-o do estado de ruína e negligência em que se encontrava. A propriedade serviu como campo neutral para ambos os lados durante a Guerra Civil Americana, apesar de ter havido combates nos campos vizinhos.
Mount Vernon foi designado como Marco Histórico Nacional no dia 19 de Dezembro de 1960 e mais tarde listado administrativamente no Registo Nacional de Lugares Históricos.
O palácio tem sido restaurado pela Associação, sem aceitar quaisquer fundos estaduais ou federais, e completado com mobílias e decoração da época, servindo, actualmente, como uma importante atracção turística. A propriedade também é bem conhecida pela sua excepcional paisagem e edifícios de apoio.

## Visita

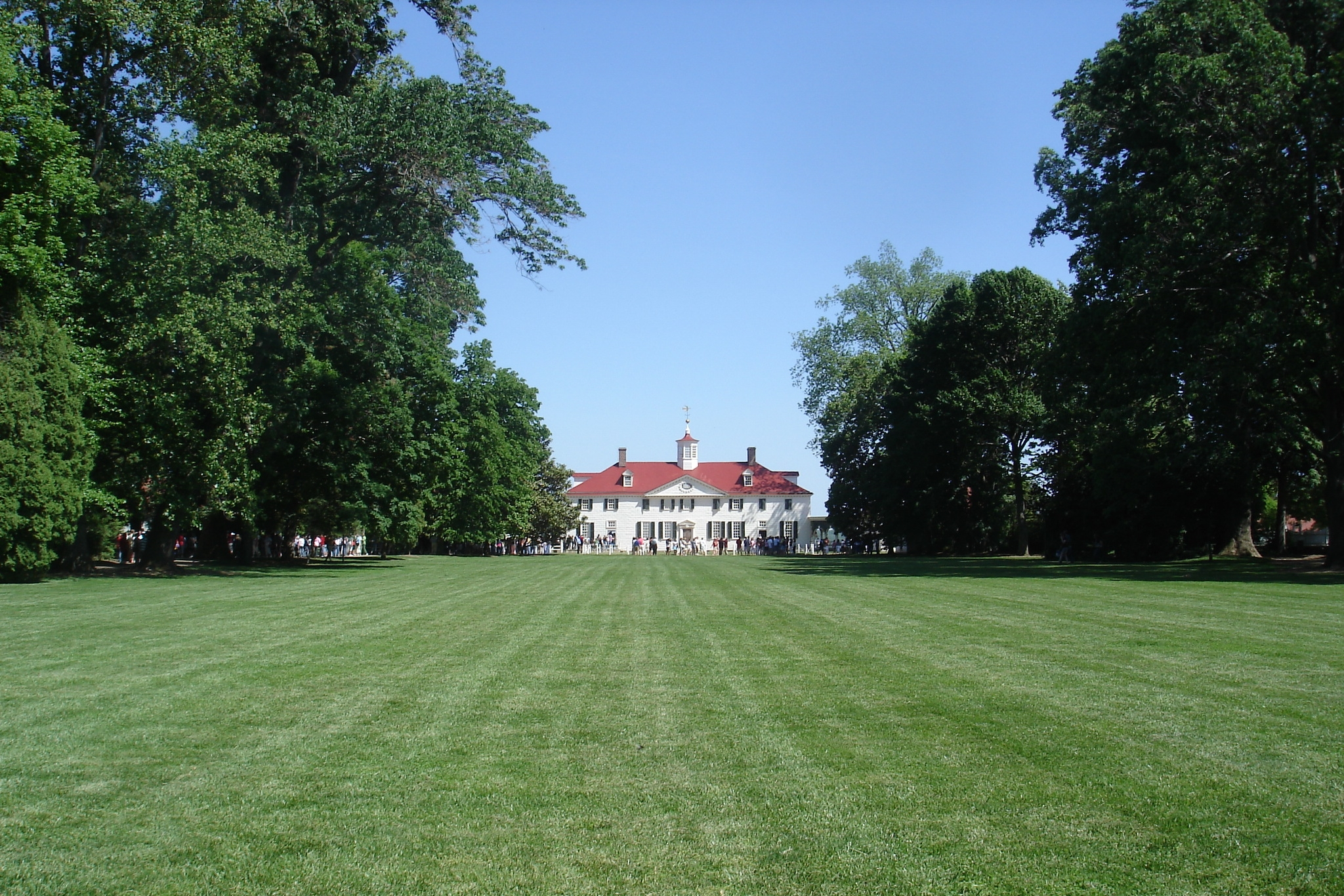
Vista geral de Mount Vernon.

Mount Vernon está aberto sete dias por semana, todos os dias do ano, incluindo feriados e Natal. Os visitantes são convidados a conhecer o palácio e mais de uma dúzia de edifícios de apoio incluindo os quarteirões dos escravos, cozinha, estábulos e estufa. Passei-se por quatro jardins diferentes, caminha-se por trilhos de floresta e explora-se o local da Quinta pioneira de George Washington, uma quinta de trabalho com quatro acres que inclui a recriação do celeiro de 16 lados. George e Martha Washington descansam em paz num túmulo onde são feitas diariamente cerimónias de deposição de coroas de flores, sendo os observadores convidados a participar. O Memorial do Escravo e o Terreno Fúnebre ficam próximos. George Washington trabalhou de forma incansável para expandir a plantação de 2 mil acres para 8 mil e o palácio de seis salas para vinte e uma.
A "Mount Vernon Ladies' Association" comprou Mount Vernon à família Washington em 1858 e abriu a propriedade ao público em 1860. Desde essa época, cerca de 80 milhões de visitantes passearam pela casa de Washington. Mount Vernon é independente do governo e não há gasto de impostos para manter a propriedade de 500 acres, os seus programas educacionais ou actividades.
Buxos ingleses, tirados de rebentos enviados pelo Major General Henry Lee III "Light Horse Harry" (Governador da Virgínia e pai de Robert Edward Lee), foram plantados em 1786 por George Washington, circundando actualmente o caminho de entrada. Rebentos dos mesmos buxos encontram-se, agora, à venda na loja de presentes de Mount Vernon por 8 dólares, podendo também ser enviados.
Nos campos situa-se um museu dedicado à vida e morte de George Washington. O museu possui equipamento da época de George Washington, armas e roupas, assim como dentaduras usadas pelo primeiro Presidente.

## Desenvolvimento recente

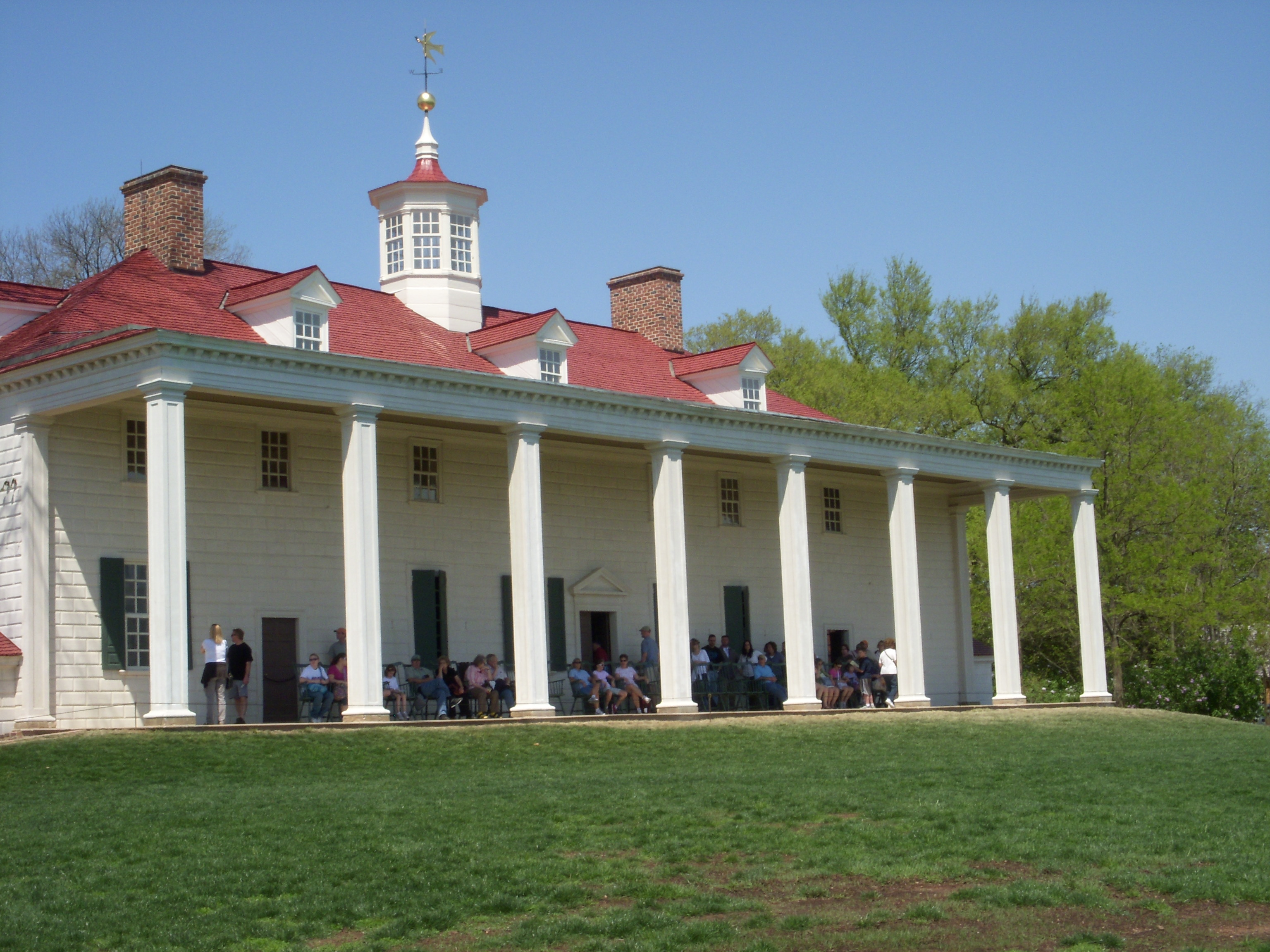
Fachada traseira de Mount Vernon.

Em Outubro de 2006, depois de uma campanha de angariação de fundos que reuniu 110 milhões de dólares, foram inaugurados dois novos edifícios, desenhados pela firma "GWWO, Inc./Architects", para exposição de cenários adicionais da época de George Washington e da Revolução Americana. O "Ford Orientation Center" apresenta George Washington e Mount Vernon aos visitantes com explicações e um filme de 18 minutos sobre a vida do antigo Presidente intitulado "We Fight to be Free". O "Donald W. Reynolds Museum and Education Center" alberga muitos artefactos relacionados com Washington juntamente com apresentações multimédia e ainda filmes usando moderna tecnologia de entretenimento.
No dia 30 de Março de 2007, foi inaugurada oficialmente em Mount Vernon uma reconstrução da destilaria de Washington. Esta réplica, totalmente funcional, recebeu legislação especial da Assembleia Geral da Virgínia para ter autorização de produzir 5 mil galões de whiskey por ano, para venda exclusiva na loja de presentes de Mount Vernon. A construção desta destilaria operacional custou 2,1 milhões de dólares e fica localizada no sítio exacto da destilaria original, a curta distância da sua residência no Rio Potomac. Frank Coleman, porta-voz do "Distilled Spirits Council", a associação que financiou a reconstrução, afirmou que a destilaria "tornar-se-á no equivalente a uma destilaria-museu nacional" e serve como uma via para divulgar a Marca de Whiskey Americana.
No dia 7 de Novembro de 2007, George W. Bush e Nicolas Sarkozy tiveram em Mount Vernon uma reunião de trabalho durante a visita de três dias que o último fez aos E.U.A.